# Hajgazun Nadżarian
Hajgazun (imię świeckie Wredż Nadżarian, ur. 1958 w Aleppo) – duchowny Apostolskiego Kościoła Ormiańskiego, od 2013 biskup Australii i Nowej Zelandii.

## Życiorys
Święcenia kapłańskie przyjął w 1975. Sakrę biskupią otrzymał 6 listopada 2011. W 2013 został mianowany biskupem Australii i Nowej Zelandii.